# ジブリをうたう
『ジブリをうたう』は、スタジオジブリのトリビュート・アルバム。2023年11月1日にビクターエンタテインメントよりリリースされた。
2024年1月10日にはLPレコードが発売。

## 概要
スタジオジブリの映画の主題歌を様々なアーティストが歌うトリビュート・アルバム。プロデュースを武部聡志が担当、題字とジャケットイラストは宮崎吾朗が手掛けた。
2023年8月29日に発売が発表。9月27日に楽曲の詳細が発表された。

## チャート成績
2023年11月13日付のオリコン週間ランキングでは初動9千枚を売り上げ、週間7位にランクインした。

## 収録曲
1. となりのトトロ（1988年「となりのトトロ」より） / 岸田繁（くるり）
2. カントリー・ロード（1995年「耳をすませば」より） / 松下洸平
3. いのちの名前（2001年「千と千尋の神隠し」より） / 幾田りら
4. 君をのせて（1986年「天空の城ラピュタ」より） / 家入レオ
5. テルーの唄（2006年「ゲド戦記」より） / Little Glee Monster
6. 人生のメリーゴーランド（2004年「ハウルの動く城」より） / 角野隼斗
7. 風の谷のナウシカ（1984年「風の谷のナウシカ」より） / 玉井詩織（ももいろクローバーZ）
8. ルージュの伝言（1989年「魔女の宅急便」より） / 木村カエラ
9. ひとりぼっちはやめた（1999年「ホーホケキョ となりの山田くん」より） / 満島ひかり
10. 海になれたら（1993年「海がきこえる」より） / GReeeeN
11. もののけ姫（1997年「もののけ姫」より） / Wakana
12. 時には昔の話を（1992年「紅の豚」より） / 渋谷龍太（SUPER BEAVER）
13. epilogue さよならの夏 〜コクリコ坂から〜（2011年「コクリコ坂から」より） / 武部聡志

## 演奏
- 武部聡志
  - Piano (#1-5.8.9.10.12.13)
  - Organ (#1.2.8)
  - Keyboards (#1-5.7-12)
- 前田雄吾：Manipulator (#1-5.7-12)
- 岸田繁 (くるり)：Vocal, Guitar (#1)
- 浜崎賢太：Bass (#1,4.5.10)
- 玉田豊夢：Drums (#1.10)
- 松下洸平：Vocal, Chorus (#2)
- 遠山哲朗
  - Electric Guitar (#2.7)
  - Acoustic Guitar (#4)
- 須長和広：Bass (#2.8)
- 伊吹文裕：Drums (#2)
- 佐々木久美：Chorus (#2)
- 幾田りら (YOASOBI)：Vocal (#3)
- 今野均ストリングス：Strings (#3.12)
- 朝川朋之：Harp (#3)
- 家入レオ：Vocal (#4)
- 河村吉宏：Drums (#4.8)
- 真部裕：Violin (#4)
- Little Glee Monster：Vocal (#5)
- 石成正人：Acoustic Guitar (#5)
- 角野隼斗：Piano, Melodica (#6)
- 玉井詩織 (ももいろクローバーZ)：Vocal (#7)
- 木村カエラ：Vocal, Chorus (#8)
- 佐々木貴之：Electric Guitar (#8.10)
- 庵原良司：Saxophone (#8)
- 満島ひかり：Vocal (#9)
- 角銅真実：Percussion, Chorus (#9)
- GReeeeN (HIDE, navi, 92, SOH)：Vocal (#10)
- Wakana：Vocal (#11)
- 佐々木詩織：Chorus (#11)
- 渋谷龍太 (SUPER BEAVER)：Vocal (#12)
- 渡辺裕：Acoustic Guitar (#12)

## テレビ演奏
- 2023年11月6日 - TBS系「CDTVライブ!ライブ!」[4]
家入レオ「君をのせて」松下洸平「カントリー・ロード」Little Glee Monster「テルーの唄」がメドレーで披露。